# باول ستارجس
باول ستارجس (بالإنجليزية: Paul Sturgess)‏ هو لاعب كرة قدم بريطاني في مركز الدفاع، ولد في 4 أغسطس 1975 في دارتفورد ‏ في المملكة المتحدة. لعب مع إبسفليت يونايتد وبرايتون أند هوف ألبيون وتشارلتون أثلتيك وستيفيناغ بوروه ونادي ميلوول ونادي هيرفورد.

## وصلات خارجية
- باول ستارجس على موقع قاعدة بيانات كرة القدم.إي يو (الإنجليزية)
- باول ستارجس على موقع Soccerbase.com (لاعب) (الإنجليزية)